# Óscar Pereiro Sio
Óscar Pereiro Sio és un ciclista gallec nascut el 3 d'agost de 1977 a Mos (Pontevedra).

## Biografia
Debutà com a professional l'any 2000 amb el modest equip portuguès Porta da Ravessa. Dos anys més tard, el també gallec Álvaro Pino el fitxà per l'equip suís que dirigia, el Phonak. El 2006 fitxà per l'equip Illes Balears - Caisse d'Épargne. El 2010 va anar a l'equip Astana on es retirà aquell mateix any.

## Palmarès
- 1998
  -  Campió d'Espanya de ciclocròs sub-23
- 1999
  -  Campió d'Espanya de ciclocròs sub-23
  - 1r a la Volta a Portugal del Futur i vencedor d'una etapa
  - 1r al Gran Premi de la vila de Vigo
- 2001
  - Vencedor d'una etapa del GP Regiao Lisboa e Vale do Tejo
- 2002
  - Vencedor d'una etapa de la Setmana Catalana
- 2003
  - Vencedor d'una etapa de la Volta a Suïssa
- 2004
  - 1r a la Classica dels Alps
- 2005
  - Vencedor d'una etapa del Tour de França i guanyador al Premi de la Combativitat
  - Vencedor d'una etapa del Tour de Romandia
- 2006
  -  1r al Tour de França[1]

### Resultats al Tour de França
- 2004. 10è de la classificació general
- 2005. 10è de la classificació general. Vencedor d'una etapa  Guanyador al Premi de la Combativitat
- 2006. 1r de la classificació general[1]
- 2007. 10è de la classificació general
- 2008. Abandona (15a etapa)
- 2009. Abandona (8a etapa)

### Resultats al Giro d'Itàlia
- 2002. 11è de la classificació general

### Resultats a la Volta a Espanya
- 2002. 30è de la classificació general
- 2003. 17è de la classificació general
- 2005. 25è de la classificació general
- 2006. 49è de la classificació general
- 2007. Abandona (8a etapa)